# بطولة العالم للدراجات على المضمار 1908
بطولة العالم للدراجات على المضمار 1908 هي الدورة ال16 من بطولة العالم للدراجات على المضمار، أجريت في برلين، ألمانيا.

## النتائج النهائية
| المسابقة                              | ذهبية                    | فضية                | برونزية                   |
| ------------------------------------- | ------------------------ | ------------------- | ------------------------- |
| الرجال                                |                          |                     |                           |
| السرعة الفردية                        | Thorvald Ellegaard (DEN) | غابرييل بولان (FRA) | تشارلز لويس فان دن (BEL)  |
| سباق مطاردة الدراجة النارية للهواة    | ليونارد ميريديث (GBR)    | غوستاف جانكي (DEN)  | Léon Vanderstuyft (BEL)   |
| سباق مطاردة الدراجة النارية للمحترفين | Fritz Ryser (SUI)        | يوجينيو بروني (ITA) | Arthur Vanderstuyft (BEL) |